# Richard Shoebridge
Richard Shoebridge (né le 12 août 1985 à Johannesbourg) est un patineur de vitesse sur piste courte britannique.

## Biographie
Richard Shoebridge, fils d'un père patineur sur courte piste également, commence la discipline à l'âge de 5 ans.
Il intègre l'équipe nationale britannique en 2010-2011 : pendant cette saison, il fait partie de l'équipe nationale qui bat le record du monde du relais masculin avec Jack Whelbourne, Paul Stanley et Jon Eley. Il est médaillé de bronze en relais aux Championnats d'Europe de patinage de vitesse sur piste courte 2011.
Il participe aux épreuves de patinage de vitesse sur piste courte aux Jeux olympiques de 2014, arrivant 27e du 1000 mètres. L'équipe de relais dont il fait partie prend la médaille de bronze aux championnats du monde de patinage de vitesse sur piste courte 2014 avec Jack Whelbourne, Paul Stanley et Billy Simms.
Il est médaillé de bronze aux Championnats d'Europe de patinage de vitesse sur piste courte 2016.
Après sa retraite, il devient entraîneur de l'équipe du Royaume-Uni de patinage de vitesse sur piste courte. Il entraîne les frères Niall Treacy, Farrell Treacy et Ethan Treacy à Nottingham, ainsi que Elise Christie et Kathryn Thomson.